# 성 헤드비지스 대성당
성 헤드비지스 대성당(독일어: Sankt-Hedwigs-Kathedrale) 또는 성 헤드비지스 주교좌 성당은 독일 베를린의 베벨 광장에 있는 로마 가톨릭교회의 성당으로 베를린 대교구의 주교좌 성당이다.

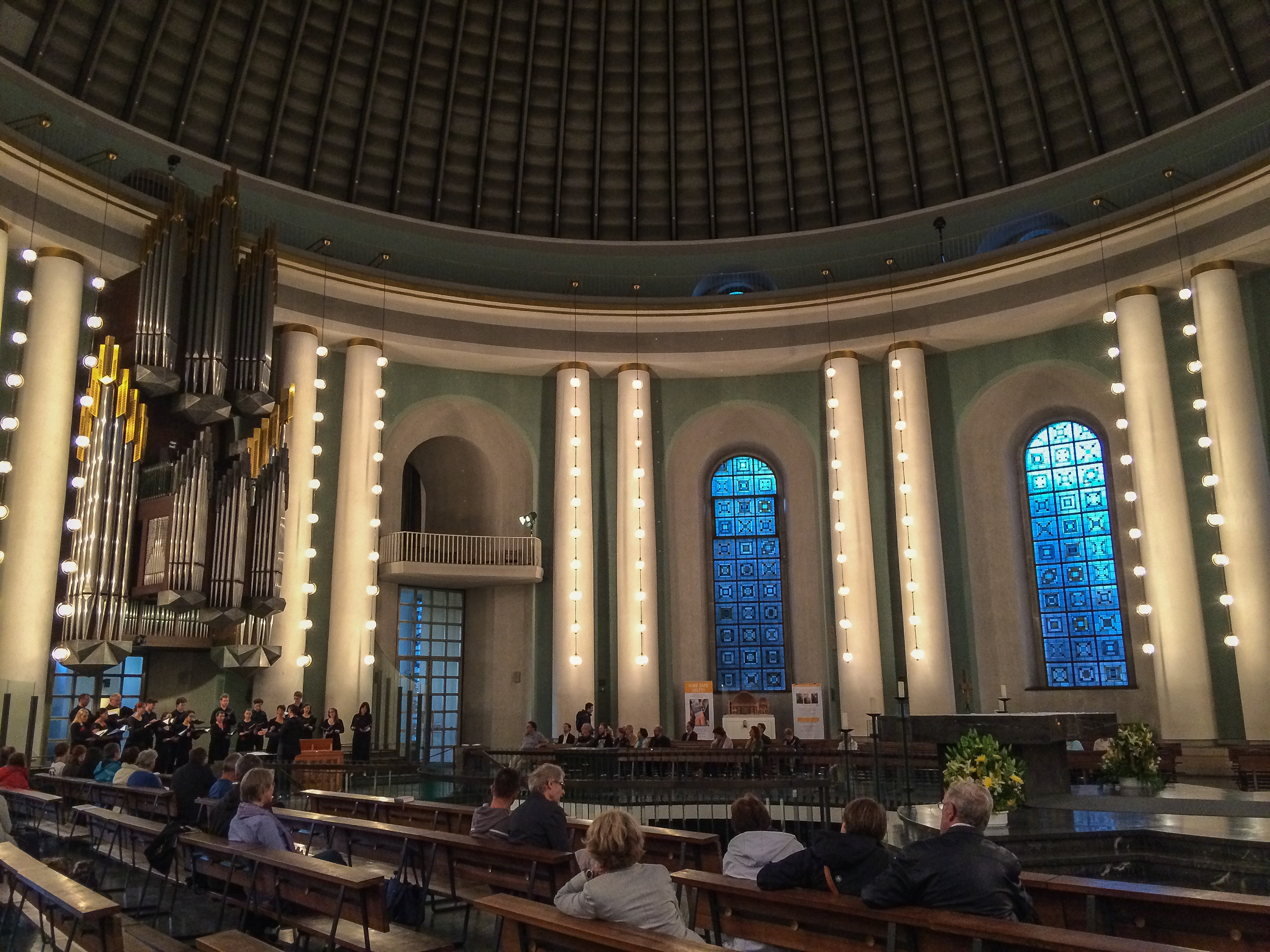
대성당 내부

성 헤드비지스 대성당은 종교개혁 이후 프로이센 왕국에 세워진 최초의 가톨릭 성당으로 프리드리히 2세 국왕의 허가에 따라 세워졌다. 프리드리히 2세는 당시 베를린에 도착한 수많은 가톨릭 이민자들, 특히 상부 실레시아에서 온 이민자들에게 신앙생활을 할 수 있는 장소를 제공하기 위해 베를린에 가톨릭 성당을 지을 것을 명하였다. 성당은 실레시아와 브란덴부르크의 주보성인 성녀 헤드비지스에게 봉헌되었다. 성당 외관은 게오르크 벤젤슬라우스 폰 크노벨스도르프에 의해 로마의 판테온에서 착안해 설계되었으며, 경제적인 문제로 몇 년 동안 공사가 여러 번 지연되다가 1747년에 다시 공사가 재개되었다. 1773년 11월 1일이 되어서야 대성당이 개관되었으며, 국왕의 친구이자 바르미아의 교구장(후대의 그니에즈노 대교구장)인 이그나치 크라시츠키 주교가 비로소 공무를 수행할 수 있게 되었다.
1938년 11월 9일과 11월 10일 사이에 밤 동안에 수정의 밤 사건이 발생하였다. 1931년 이래 성 헤드비지스 대성당 참사회의 의전사제인 베른하르트 리히텐베르크 신부는 저녁 기도 시간마다 유다인들을 위해 공개적으로 기도를 하였다. 결국 리히텐베르크 신부는 나치 독일 정부에 의해 체포되어 다하우 강제 수용소에 수용되어 생을 마감하였다. 1965년 리히텐베르크 신부의 유해는 성 헤드비지스 대성당의 지하실로 옮겨 안치되었다.
성 헤드비지스 대성당은 1943년 베를린 상공에서 대공습을 받아 완전히 전소되었으며, 1952년에 재건 공사가 진행되어 1963년에 끝마쳤다.